# کازوتو ساکاموتو
کازوتو ساکاموتو (انگلیسی: Kazuto Sakamoto؛ زادهٔ ۲۴ سپتامبر ۱۹۹۱) بازیکن فوتبال اهل ژاپن است.